# Union patriotique de France
Pour les articles homonymes, voir Union Patriotique.
L'Union patriotique de France est une ligue républicaine, nationaliste et revanchiste française, créée lors d'une scission de la Ligue des patriotes en 1888.

## Histoire

### Scission de la LDP

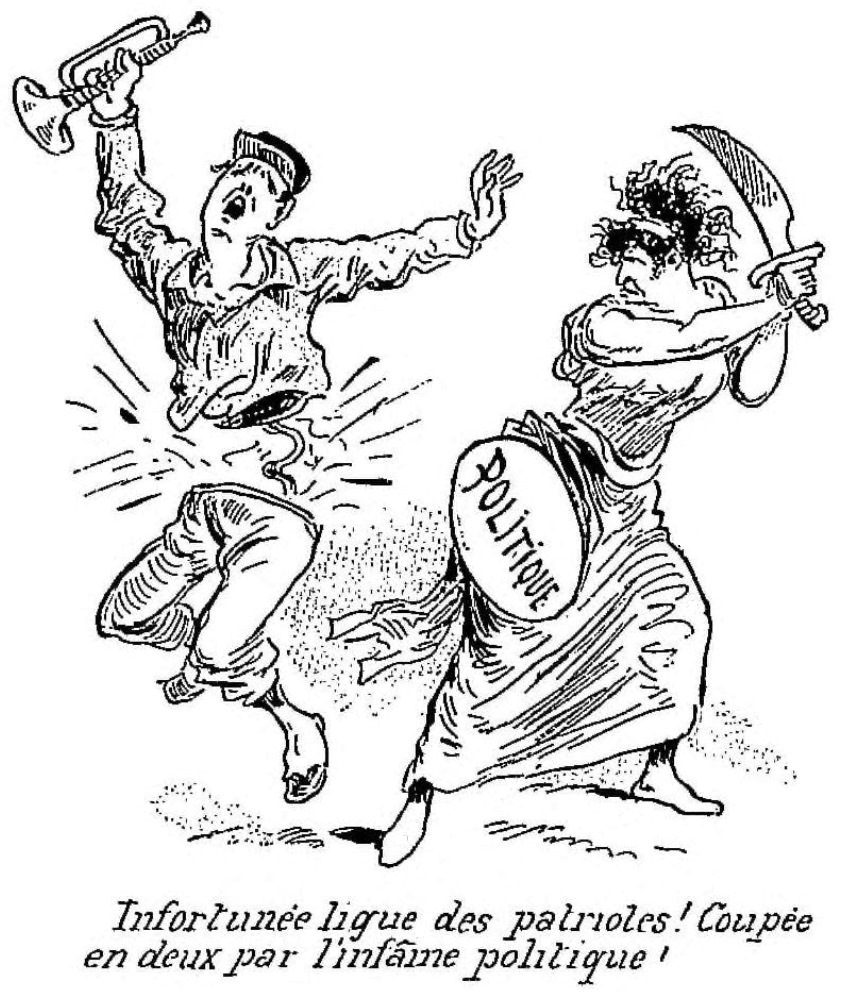
Dessin humoristique de Draner à propos de la scission de la Ligue des patriotes en 1888.

Fondée en 1882 par des républicains revendiquant la restitution de l'Alsace-Lorraine à la France, la Ligue des patriotes (LDP) connaît une importante crise interne à partir de la fin de l'année 1887, quand Paul Déroulède manifeste l'intention de la mettre au service de la cause boulangiste. Mécontents d'une politisation contraire aux statuts et faisant passer au second plan les objectifs revanchistes, certains ligueurs souhaitent un retour aux sources, à l'image de Joseph Sansboeuf, qui démissionne de la présidence de la LDP en décembre.
Cette division de la LDP est évidente au sein de son comité directeur, où une minorité boulangiste de dix membres (sur trente, dont dix absents) tente de s'imposer en conférant la présidence d'honneur à Déroulède lors de la réunion du 16 avril 1888. Six membres du comité directeur expriment aussitôt leur refus de cette violation des statuts en démissionnant (David Gerschel (d), Édouard Siebecker et Alfred Woirhaye) ou en appelant à la tenue d'une assemblée générale (Deloncle, Péan et Wellhoff). Plusieurs de ces contestataires sont originaires d'Alsace-Lorraine, membres de l'Association d'Alsace-Lorraine et de la loge Alsace-Lorraine, et liés aux milieux républicains modérés.
La semaine suivante (22 avril), 21 des 40 délégués refusent de ratifier la décision du comité directeur. Déroulède étant résolu à passer en force avec le soutien d'un « comité d'action » dirigé par Élie Boudeau, le trio Deloncle-Péan-Wellhoff adresse sa démission au président de la LDP, Féry d'Esclands, et annonce la création d'« une association nouvelle » ayant pour buts « de songer avant tout à la défaite de 1870, de lutter contre les concurrences étrangères et de faire, sérieusement et sans parti, l'union des patriotes ».

### Organisation
Très vite ralliée par une trentaine de comités locaux de Paris et de province (Lille, Gironde, Indre-et-Loire...), l'Union patriotique de France est fondée le 2 mai. Sa première assemblée générale a lieu le 13 mai suivant à la mairie du 1er arrondissement de Paris, en présence d'une cinquantaine de délégués. En tête des statuts préparés par une commission exécutive de dix membres, la mention « République française » lève toute ambiguïté quant au caractère républicain et loyaliste de l'Union.
L'association, dont le siège social est installé au no 27 de la rue d'Enghien, est dirigée par un conseil ou comité central de sept membres, élargi dès le mois de décembre à quinze membres (dont Albert Le Roy et les futurs dreyfusards Berl, Labori et Victor-Meunier). Malgré cette direction collégiale, la présidence semble avoir été acceptée par Péan puis Gerschel, le docteur Marmottan ayant quant à lui été nommé président d'honneur. Le secrétariat est confié à Albert Pagès.
L'insigne arboré par les « unionistes » représente une palme formant faisceau, surmontée des armoiries de Metz et de Strasbourg ainsi que d'une couronne avec l'inscription « France ». La devise de l'Union est « Tout pour l'Alsace-Lorraine », l'association ne devant pas être dissoute avant la reconquête de ces territoires perdus.

### Actions

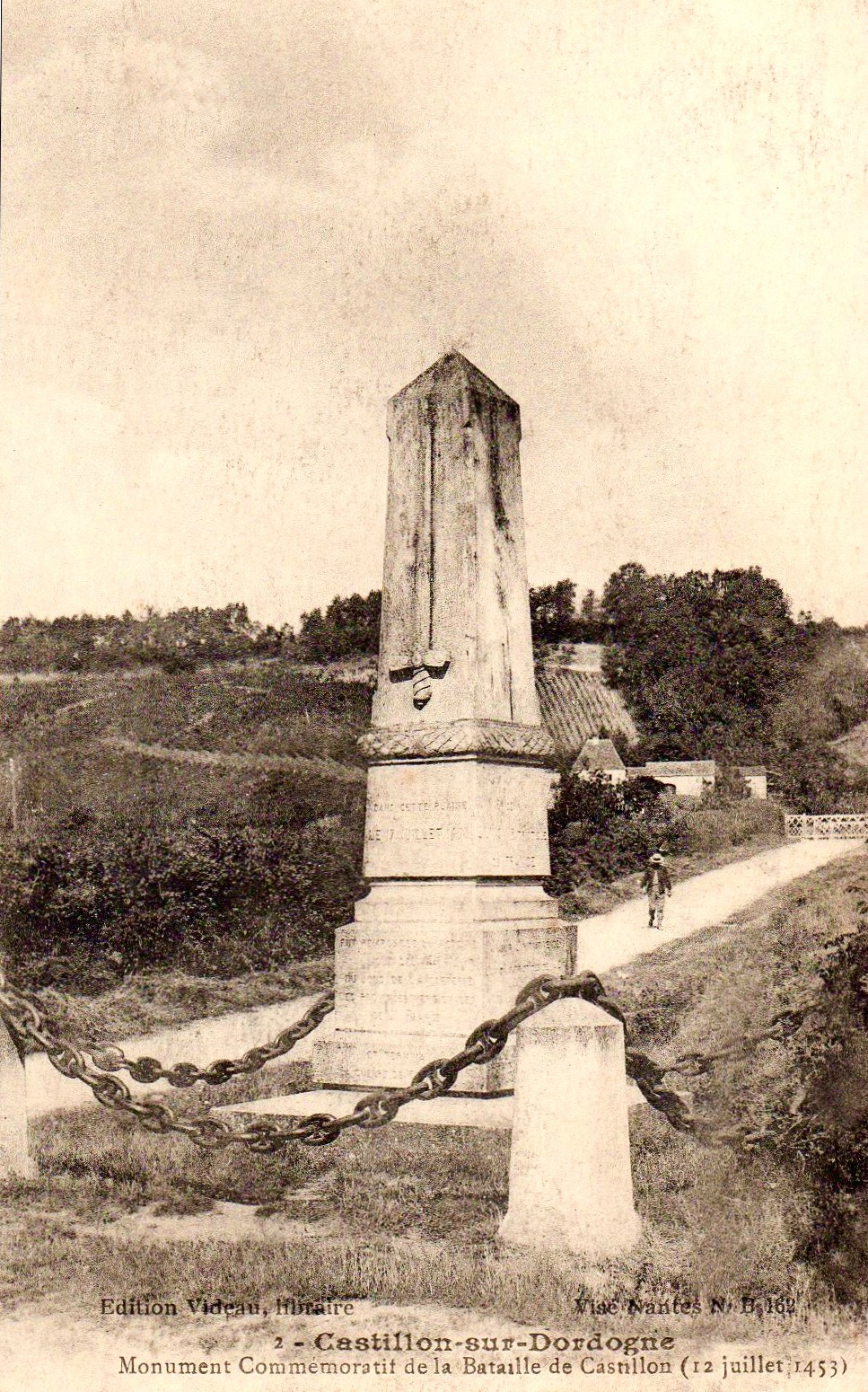
Monument de la bataille de Castillon, érigé par l'Union patriotique de France en 1888.

Outre la revendication de l'Alsace-Lorraine et l'affirmation d'un antigermanisme étendu aux alliés de l'Allemagne, l'association veut éduquer les jeunes à la défense nationale et protéger le commerce ainsi que l'artisanat français contre la concurrence étrangère. Elle pétitionne ainsi en faveur du projet de loi du député Christophe Pradon prévoyant d'appliquer la taxe militaire aux étrangers. Elle organise également des conférences.
En juillet, les membres de l'Union déposent des couronnes à la statue de Jeanne d'Arc à l'occasion de la fête nationale puis prennent part à l'inauguration du monument du sergent Bobillot. Le 2 septembre, Charles Péan est délégué à Castillon-la-Bataille pour assister à l'inauguration du monument commémoratif de la bataille de Castillon, érigé par l'Union patriotique à l'initiative de son comité girondin. En octobre, sous la présidence d'Anatole de La Forge, ancien président de la LDP, l'association organise un banquet chez Vianey, quai de la Rapée, en mémoire de la bataille de Châteaudun. Les députés Hubbard et Mesureur font partie des convives. Dans les mois qui suivent, l'Union délègue des membres de son conseil central aux commémorations de la guerre de 1870 (à Bougival le 18 novembre, au plateau d'Avron le 25 décembre et à Buzenval le 20 janvier 1889).
Malgré sa loyauté envers le régime, l'Union patriotique de France est indirectement atteinte par la répression du mouvement boulangiste en mars 1889, quand le gouvernement demande aux préfets de disperser aussi bien les comités de la LDP que les unions patriotiques locales, la reconstitution de ces dernières étant cependant possible sous autorisation.
Le 29 avril 1889, l'Union célèbre son premier anniversaire à l’Élysée-Ménilmontant, sous la présidence de Dominique Antoine, ancien député protestataire de Metz au Reichstag, qui sert alors de caution patriotique aux adversaires de Boulanger et de Déroulède. Les députés Hubbard et Gerville-Réache accompagnent l'illustre invité.
Toujours active en janvier 1891, l'Union patriotique de France semble s'être démobilisée peu de temps après, même si plusieurs de ses comités locaux ont poursuivi leurs activités jusqu'au début du XXe siècle.
Plutôt belliciste, l'Union patriotique de France ne doit pas être confondue avec l'Union patriotique de France pour la pacification de l'Europe et le désarmement, association pacifiste fondée en 1901 par le positiviste Paul Edger.

## Membres

### Membres notables

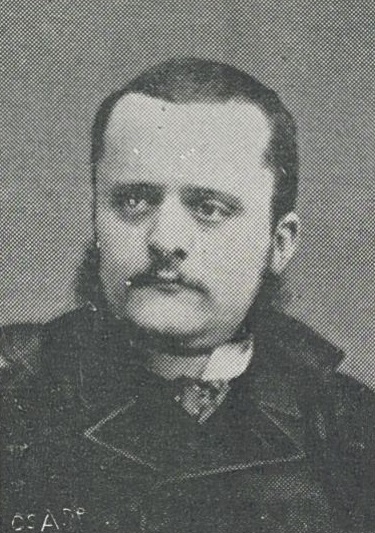
Henri Deloncle
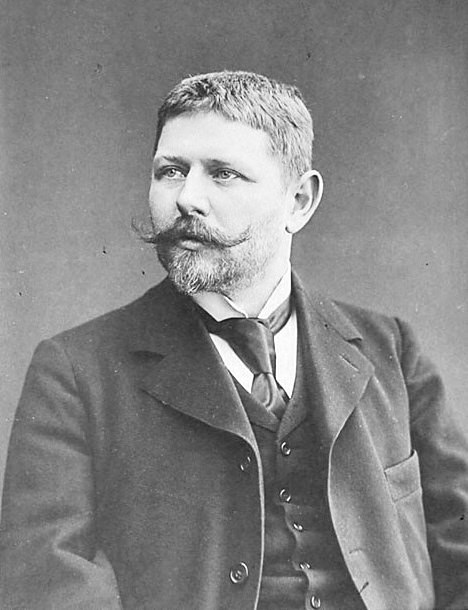
Fernand Labori
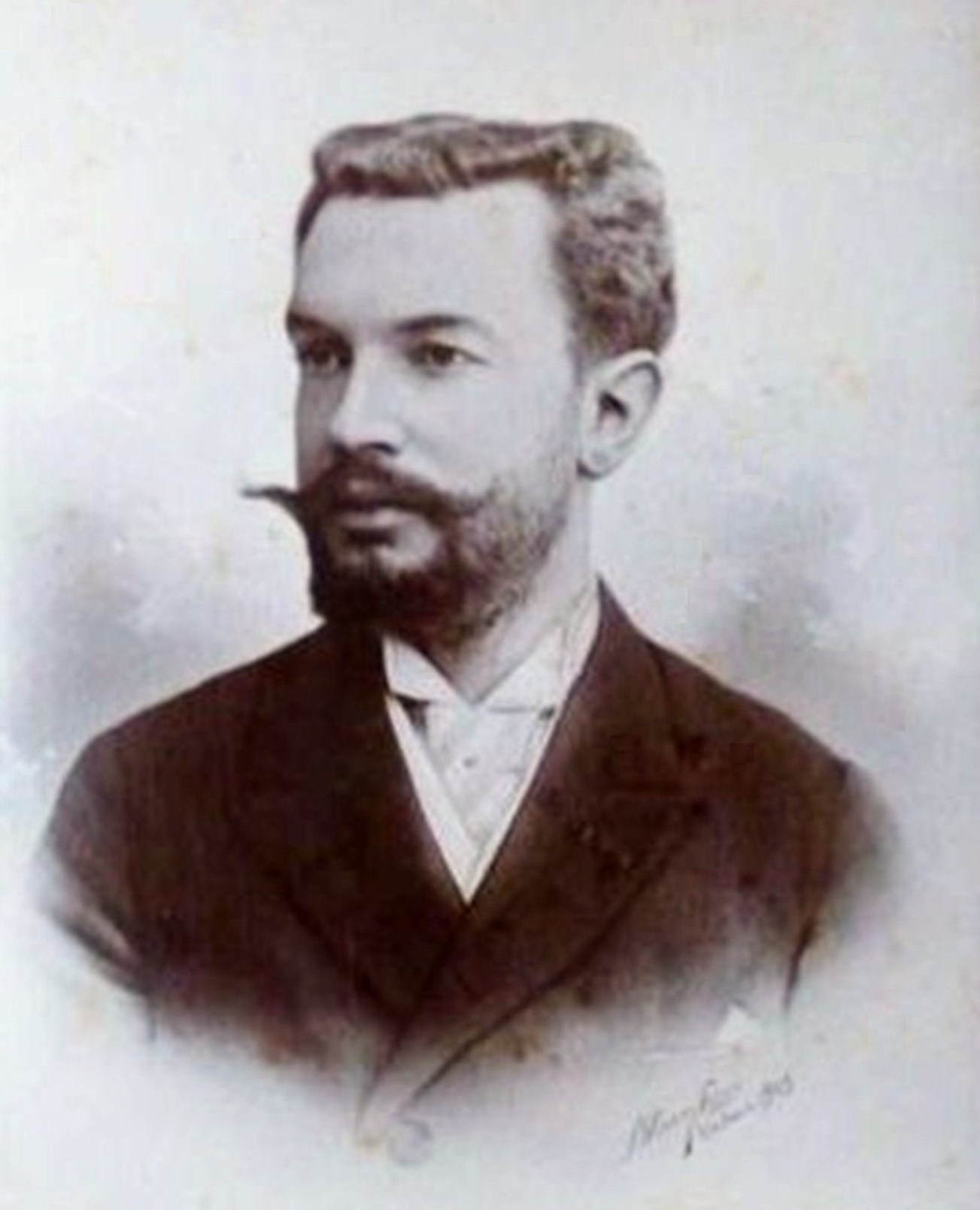
Albert Le Roy
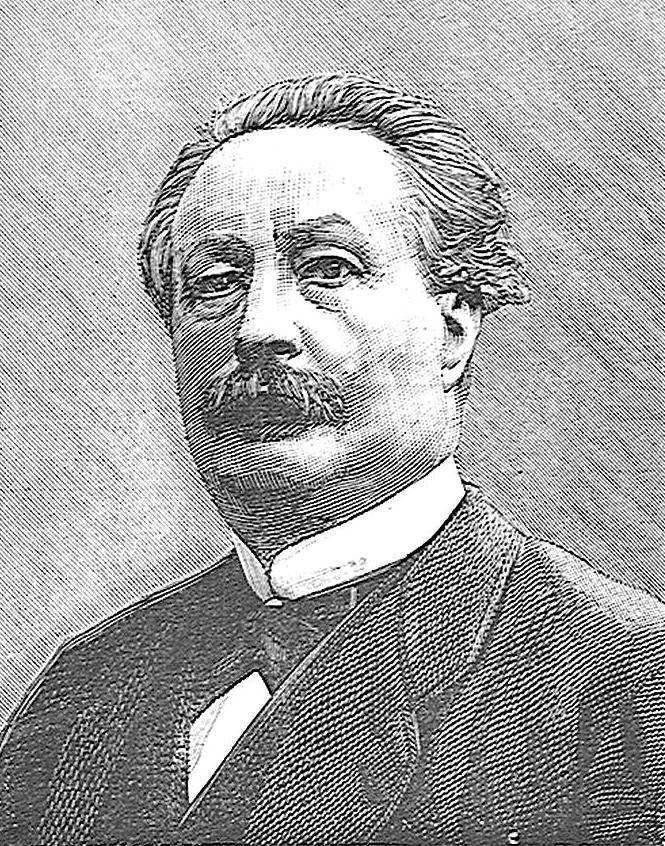
Henri Marmottan
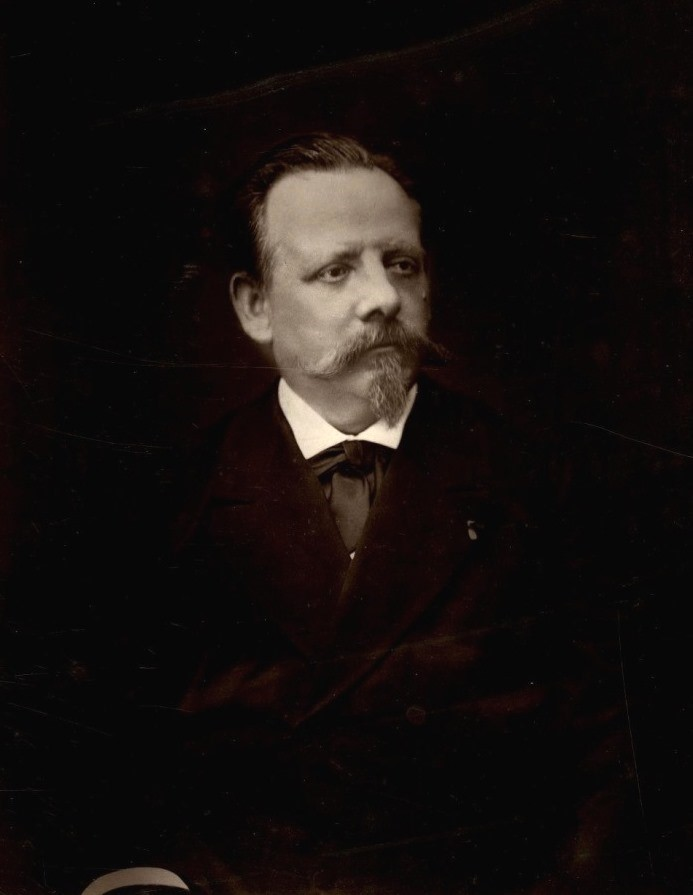
Édouard Siebecker
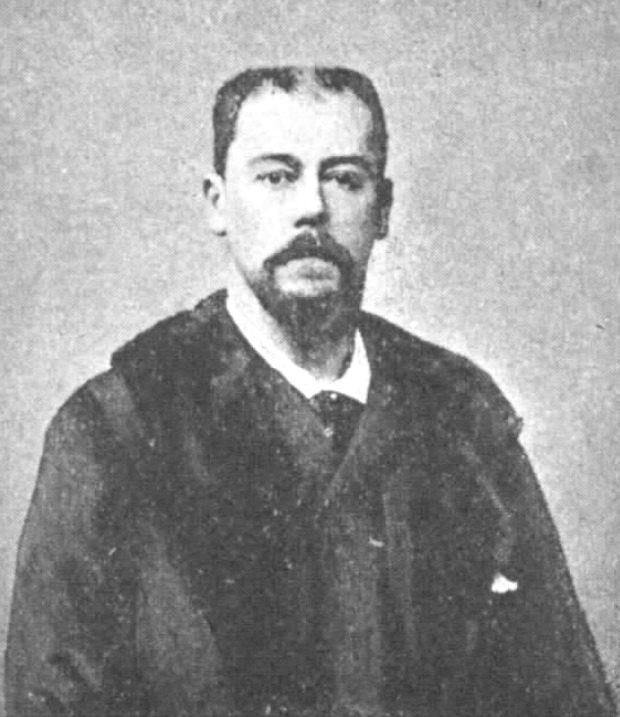
Lucien Victor-Meunier

### Fondateurs
Liste des dix membres de la commission exécutive chargée de préparer les statuts de l'association. Les noms des premiers membres du conseil central sont indiqués en gras.
- Eugène Bloch
- Dr. Amédée Chassagne
- Henri Deloncle
- Dide (ou Dides)
- David Gerschel (d)
- Albert Pagès
- Charles Péan
- Édouard Siebecker
- Bernard Wellhoff (d)
- Alfred Woirhaye